# Новогорская улица (Москва)
Нового́рская у́лица — улица в Северо-Западном административном округе Москвы, в районе Куркино между Ландышевой и Родионовской улицами.

## Происхождение названия
Названа в 1986 году по направлению к бывшему дому отдыха «Нагорное» из бывшей деревни Куркино, вошедшей в состав Москвы в 1985 году. Название мотивировано названием дома отдыха, но изменено с Нагорной на Новогорскую, чтобы не дублировать имена Нагорной улицы и Нагорного бульвара на юге Москвы в районе Котловка. Альтернативное объяснение — по соседнему посёлку Новогорск (сейчас микрорайон, или внутригородская территория, «Новогорск» Химок).

## Описание
Новогорская улица начинается от Ландышевой улицы, проходит на запад, пересекает Захарьинскую улицу, доходит до Куркинского кладбища и поворачивает направо к северу, заканчивается на Родионовской улице. На улице расположен Храм Владимирской иконы Божией Матери в Куркине.

## Примечательные здания и сооружения
- № 37 — Храм Владимирской иконы Божией Матери в Куркине. Первоначальная церковь построена владельцем села Куркино, боярином, князем Иваном Алексеевичем Воротынским в 1672—1678 годах. В 1760-е годы храм был перестроен.[2]
- № 67 — Детский сад № 2510 «Теремок».

- Часовня-усыпальница Захарьиных
- Куркинское кладбище